# Acide bromaminique
L'acide bromaminique ou acide 1-amino-4-bromoanthraquinone-2-sulfonique est un composé aromatique dérivé de l'anthraquinone. Il est constitué d'un noyau anthraquinonique substitué par un groupe amine, un groupe acide sulfonique et un atome de brome aux positions 1, 2 et 4. Il se présente sous la forme d'une poudre rouge qui fond vers 280 °C. S'il est parfois utilisé comme colorant gris, il est principalement un intermédiaire dans la synthèse de colorants anthraquinoniques.

## Synthèse
L'acide bromamique est préparé par sulfonation de la 1-aminoanthraquinone par l'acide sulfurique à 160 °C, suivie d'une bromation en présence d'acide chlorhydrique à 0 °C.
Alternativement, l'étape de sulfonation peut être effectuée avec de l'acide chlorosulfonique.

## Utilisations
L'acide bromamique est un précurseur important pour la préparation de colorants anthraquinoniques verts ou bleus, notamment des colorants acides, des colorants directs et des colorants réactifs. On le fait pour ça réagir avec de l'aniline ou un de ses dérivés dans une réaction de Jourdan-Ullmann catalysée par le cuivre.
On peut citer par exemple la synthèse de l'Acid Blue 25 par réaction de l'acide bromamique avec l'aniline :
Un autre exemple est la synthèse du Reactive Blue 19 par réaction de l'acide bromamique avec le 2-((3-Aminophényl)sulfonyl)éthanol suivie de l'estérification du produit de condensation avec l'acide sulfurique.